# M/Y Mariona II
M/Y Mariona II är en så kallad Tiedemannkryssare i mahogny, som byggdes på Henry Linussons båtbyggeri i Östhammar 1963. 
Motorbåten ritades av Stig Tiedemann på beställning av direktör B. Täckmeyer i Saltsjöbaden och levererades från varvet den 10 maj 1963. Hon var enligt Tiedemann själv en av de båtar han var mest nöjd med.
M/Y Mariona II är en representativ och påkostad motorbåt som har kvar de originala dubbla Ford-motorerna som hon levererades med. Hon k-märktes av Sjöhistoriska museet i Stockholm år 2015.